# Ixtapaluca
Ixtapaluca è una città del Messico situata nello Stato del Messico.